# Victor/Victoria
Victor/Victoria ist eine Verwechslungskomödie von Blake Edwards mit Julie Andrews und James Garner aus dem Jahr 1982. Es handelt sich um eine Neuverfilmung des deutschen UFA-Tonfilms Viktor und Viktoria aus dem Jahr 1933. Der Stoff wurde 1995, ebenfalls mit Julie Andrews in der Titelrolle und unter dem Titel Victor/Victoria, als Musical am Broadway aufgeführt.

## Handlung
Im Paris der frühen 1930er Jahre ist Victoria Grant als Opernsängerin arbeitslos. Beim Vorsingen in einem Nachtclub lernt sie den schwulen Chansonnier Carol Todd („Toddy“) kennen, der kurz darauf gefeuert wird. Sie treffen sich in einem Restaurant wieder, wo der Versuch, mit Hilfe einer Kakerlake die Zeche zu prellen, einen etwas ungewöhnlichen Verlauf nimmt. Sie tun sich zusammen, und Toddy hat eine geniale Geschäftsidee:
In dem Anzug, den Toddys Ex-Liebhaber bei ihm vergessen hat, geben sie Victoria als Damenimitator „Victor“ aus, um ein Engagement als Frauendarsteller in einem Nachtclub zu bekommen. Aus Victoria wird „Graf Victor Grazinski“ und aus Toddy dessen Liebhaber. Gleich mit seinem ersten Auftritt wird Victor zum Liebling von Paris.
Bei diesem Auftritt sitzt auch der zwielichtige Nachtclubkönig King Marchand aus Chicago im Publikum. Zunächst abgestoßen von einem Mann, der eine Frau darstellt, ist er mehr und mehr fasziniert und beginnt an seiner eigenen sexuellen Orientierung zu zweifeln. Als er dann allerdings die Wahrheit kennt, beginnen die beiden – zunächst heimlich – eine Beziehung. Es handelt sich hier um eine Beziehung zwischen einer Frau, die vorgibt, ein Mann zu sein, der auf der Bühne eine Frau darstellt und einem Geschäftsmann, der Geschäfte mit Gangstern macht, aber vorgibt, kein Gangster zu sein. Diese heimliche und verklemmte Beziehung scheint aussichtslos und sie steuert folgerichtig in eine Sackgasse.
Dann taucht allerdings Kings rachsüchtige Ex-Geliebte Norma mit dessen Gangster-Geschäftspartner auf, der die vermeintliche Homosexualität dafür nutzen will, ihn geschäftlich auszubooten. Gleichzeitig hat ein frustrierter Nachtclubbesitzer, dessen Etablissement wegen Victoria und Toddy verwüstet und geschlossen worden ist, mit Hilfe eines Detektivs die Wahrheit herausbekommen und will die „Betrüger“ nun bloßstellen.
Den dreien gelingt es jedoch, sowohl die Gangster davon zu überzeugen, dass Victoria eine Frau, als auch die Polizei davon, dass Victor ein Mann ist – dadurch, dass Toddy mit großem Erfolg Rolle und Auftritt übernimmt. Damit ist Victorias Karriere als Mann zu Ende, King kann sich offen zu ihr bekennen und sein Geschäft behalten, und Toddy hat auch beruflich wieder Erfolg.

## Produktion und Nachwirkung
Der Film ist eine Neuverfilmung des UFA-Films Viktor und Viktoria aus dem Jahr 1933 (Buch und Regie Reinhold Schünzel mit Renate Müller und Hermann Thimig). Unter Reinhold Schünzels Regie entstand parallel dazu eine französische Version mit Meg Lemonnier und Julien Carette, die als Georges et Georgette ins Kino kam. Eine weitere Verfilmung von Karl Anton aus dem Jahr 1957 mit Johanna von Koczian und Georg Thomalla blieb weit hinter der Qualität des Originals wie auch der Blake-Edwards-Fassung zurück.
Teile der Filmmusik wurden 1988 in dem Loriot-Film Ödipussi wiederverwertet.

## Kritiken
Roger Ebert lobte in der Chicago Sun-Times die Darstellungen von Robert Preston, James Garner und Alex Karras, die „besonders schwierige Rollen“ („most difficult roles“) spielen würden.
Lexikon des internationalen Films: „Eine stilsichere, elegante und charmante romantische Farce, die mit geistreichen Dialogen, Slapstick-Einlagen, einer perfekten Choreographie und hervorragenden Schauspielern brilliert.“

## Auszeichnungen
Henry Mancini und Leslie Bricusse gewannen im Jahr 1983 einen Oscar für die Filmmusik. Der Film erhielt sechs weitere Oscar-Nominierungen, darunter für das Drehbuch von Blake Edwards sowie für Julie Andrews, Lesley Ann Warren und Robert Preston. Julie Andrews gewann 1983 einen Golden Globe; Lesley Ann Warren, Robert Preston, der Film als beste Komödie und Henry Mancini für die Filmmusik wurden für einen Golden Globe nominiert. Blake Edwards gewann 1983 zudem einen César und den Premi David di Donatello. Julie Andrews wurde außerdem mit dem Premi David di Donatello und dem Kansas City Film Critics Circle Award ausgezeichnet. Robert Preston gewann 1982 den US-amerikanischen National Board of Review Award.
Blake Edwards erhielt 1983 auch den Writers Guild of America Award. Mancini und Bricusse waren 1983 darüber hinaus für einen Grammy nominiert. Der Film erhielt 1983 auch den US-amerikanischen Motion Picture Sound Editors Award.